# Chứng nhận hoàng gia (Anh)

Huy hiệu của Nữ vương Elizabeth II

Huy hiệu của Công tước xứ Edinburgh

Huy hiệu lông vũ của Thân vương xứ Wales

Chứng nhận hoàng gia ở Anh là một tài liệu chính thức công nhận được cấp như một dấu hiệu cho những người thợ hoặc công ty thường xuyên cung cấp hàng hóa hoặc dịch vụ cho các thành viên của Vương thất Anh.
Sau khi nhận được vinh dự, những người nắm giữ chứng nhận hoàng gia có thể hiển thị công khai sự liên kết của họ với Hoàng gia bằng cách hiển thị Huy hiệu Hoàng gia trên cơ sở bao bì, văn phòng phẩm và theo những cách khác nhau được chỉ định bởi Hiệp hội người sở hữu chứng nhận hoàng gia.

## Lịch sử

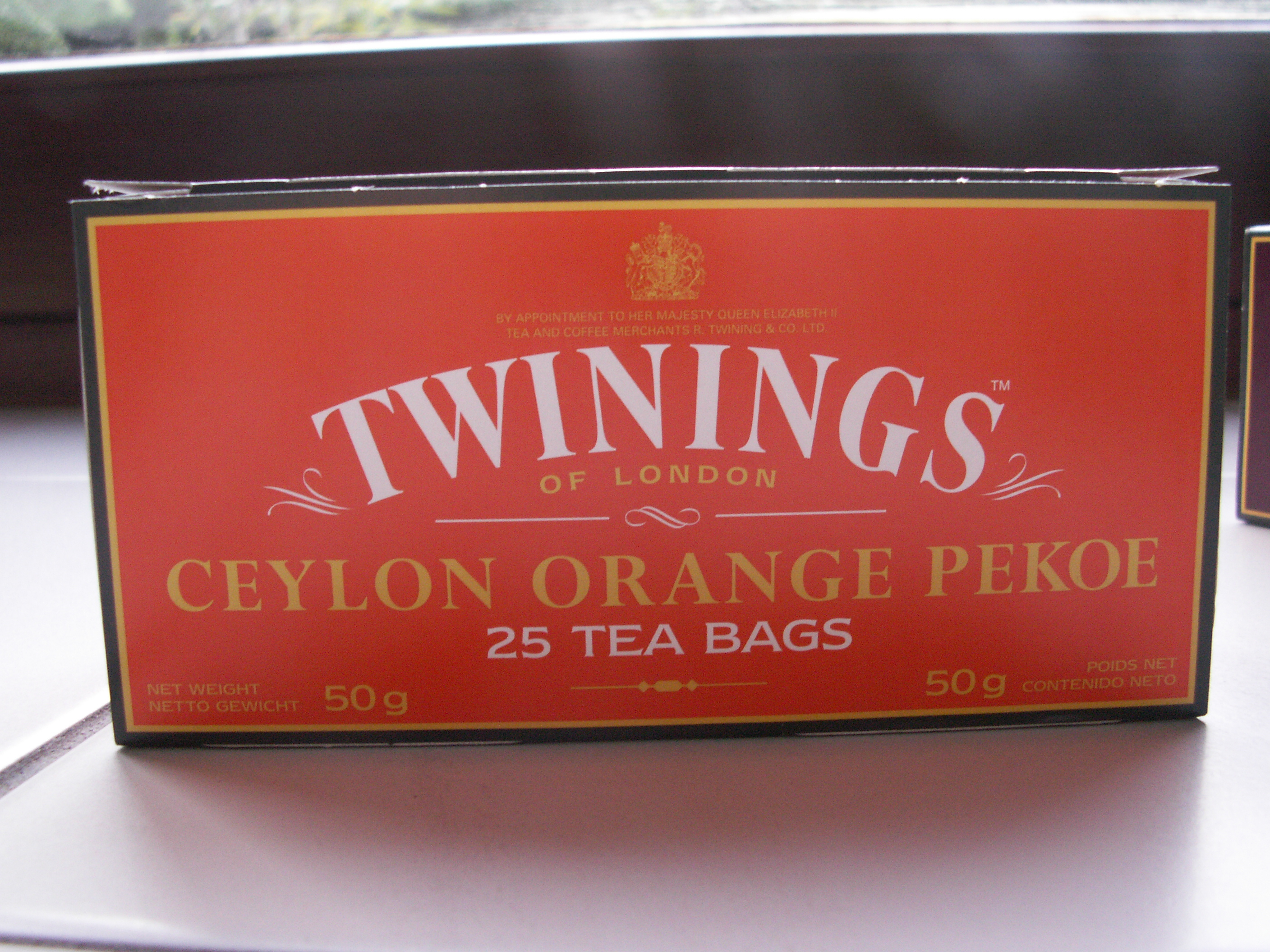
Twinings of London là một trong nhiều nhà cung cấp trà nổi tiếng được cấp chứng nhận hoàng gia.

Kể từ thời kỳ trung cổ, các thương nhân đã đóng vai trò là nhà cung cấp hàng hóa phục vụ cho nhà vua và hoàng thất. Ban đầu, sự bảo trợ này có hình thức trao chung cho các bang hội khác nhau trong các ngành nghề truyền thống và thủ công.
Các biểu đồ sớm nhất đã được trình bày với tên gọi Hiến chương Vương thất ghi nhận đầu tiên được vua Henry II trao tặng cho công ty Weavers ở Luân Đôn vào năm 1155, là trường hợp sớm nhất được biết đến về sự công nhận chánh thức của nghề thủ công tới Hoàng gia.
Đến thế kỷ 15, chứng nhận hoàng gia đã được thay thế thành Hiến chương Vương thất ở Vương Quốc Anh, cung cấp một hệ thống công nhận chánh thức hơn. Theo Lệnh của Hoàng gia, Lord Chamberlain là quan chức cấp cao nhất đã chỉ định các thương nhân làm nhà cung cấp cho Hoàng thất Anh. William Caxton là một trong những người đầu tiên nhận được chứng nhận hoàng gia khi ông trở thành nhà in cho Hoàng thất năm 1476.
Năm 1700, những người nắm giữ chứng nhận hoàng gia bắt đầu trưng bày trát vương gia huy tại địa điểm kinh doanh, biểu thị mối quan hệ của họ với Hoàng thất.
Năm 1840, Hiệp hội Thương nhân Hoàng gia được thành lập dưới triều đại Victoria. Ngày nay, nó được gọi là Hiệp hội người sở hữu Chứng nhận Hoàng gia để chống lại việc sử dụng, quảng cáo gian lận huy hiệu liên kết của hoàng gia bởi các doanh nghiệp và thương nhân khác.
Trong nhiều thế kỷ, mối quan hệ giữa Hoàng thất và các thương nhân buôn bán đơn lẻ đã được chánh thức hóa bằng vấn đề chứng nhận trên giấy tờ. Một số công ty có hồ sơ nhận chứng nhận hoàng gia trở lại sau hơn 100 năm.
Năm 2015, ước tính hiện có hơn 800 chủ sở hữu chứng nhận hoàng gia.

## Tổ chức

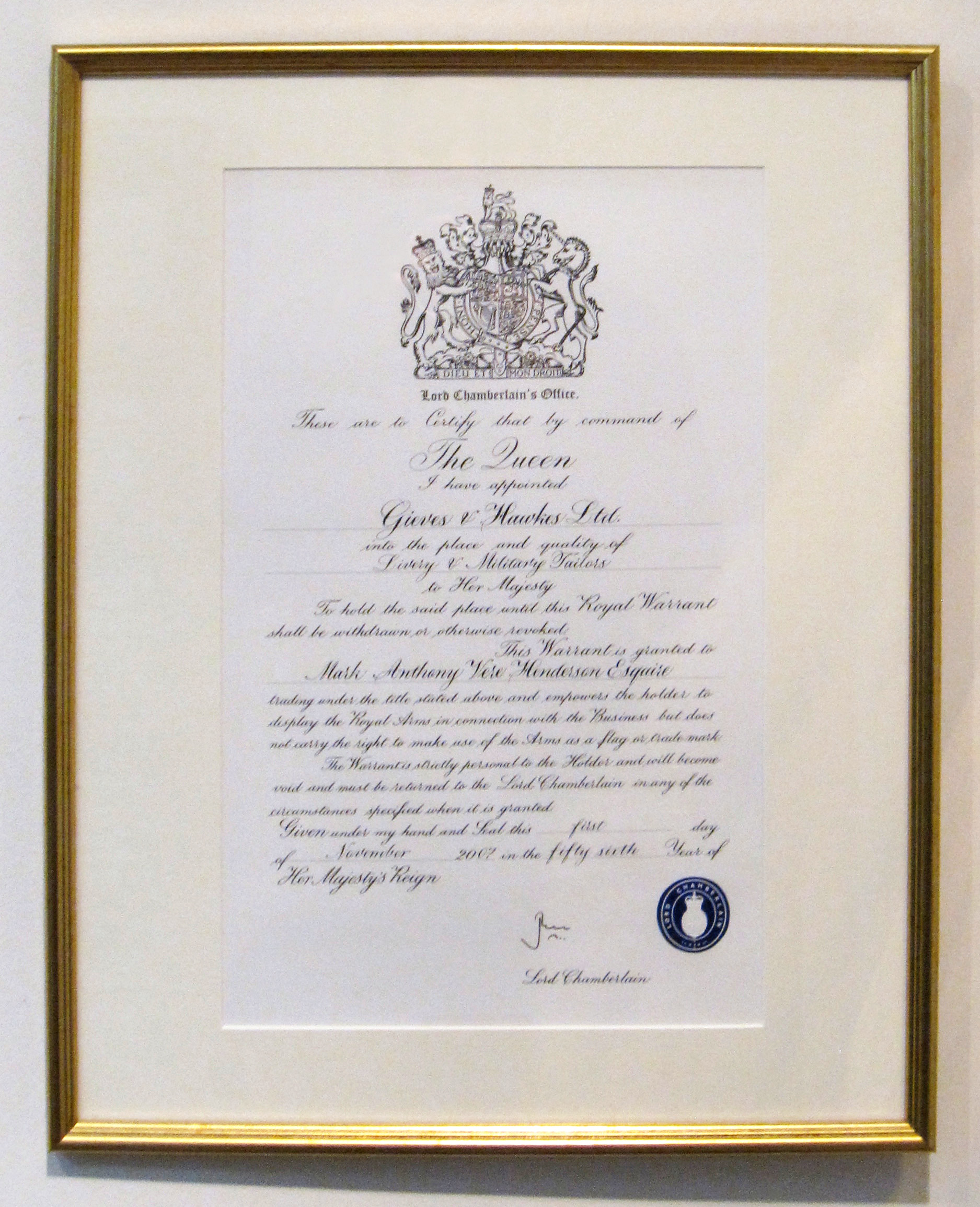
Gieves & Hawkes là một trong những nhà may tư nhân nhận được cả ba chứng nhận hoàng gia

Chứng nhận hoàng gia được trao cho một cá nhân có tên trong một công ty liên quan đến hoạt động kinh doanh trong khả năng giao dịch được chỉ định, được gọi là "Grantee". Nó được cấp trong tối đa 5 năm tại một thời điểm như một dấu hiệu công nhận việc cung cấp hàng hóa hoặc dịch vụ liên tục cho Hoàng gia.
Giấy chứng nhận hiển thị chính thức được gửi tới người được Hoàng gia bảo trợ và cung cấp bằng chứng về thẩm quyền sử dụng chứng nhận hoàng gia và người chịu trách nhiệm sử dụng đúng các quyền công nhận trên giấy có liên quan.
Khi thay đổi Quốc vương, Hoàng gia sẽ xem xét các khoản chứng nhận, trong khi công ty hoặc cá nhân có thể tiếp tục sử dụng chứng nhận hoàng gia liên quan đến doanh nghiệp trong tối đa hai năm.
Hiện tại có 816 cá nhân đã được trao giấy chứng nhận tại Anh. Nó đại diện cho một bộ phận lớn của thương mại và công nghiệp, từ những người thợ thủ công đơn lẻ đến các công ty đa quốc gia toàn cầu, từ người giặt khô đến người bán cá, và từ máy móc nông nghiệp đến phần mềm máy tính. Không có yêu cầu cho công ty liên quan là thuộc sở hữu của Anh hoặc có trụ sở tại Anh.
Các công ty nắm giữ chứng nhận hoàng gia không cung cấp miễn phí hàng hóa hoặc dịch vụ của họ cho các gia đình Hoàng gia, và tất cả các giao dịch được thực hiện trên cơ sở thương mại nghiêm ngặt. Họ được thống nhất bởi một cam kết về các tiêu chuẩn cao nhất về dịch vụ, chất lượng, sự xuất sắc và tay nghề thủ công.

## Hiệp hội bảo trợ từ Hoàng gia
Có khoảng 2.000 giấy chứng nhận đã được cấp quyền dưới thời trị vì của Nữ vương Victoria. Vào ngày 25 tháng 5 năm 1840, các thương nhân đã tụ họp để tổ chức một lễ kỷ niệm vinh danh ngày sinh của bà. Họ quyết định biến nó thành một sự kiện thường niên và sau cùng là thành lập Hiệp hội Nắm giữ Chứng nhận Hoàng gia.
Năm 2015, đánh dấu kỷ niệm 175 năm thành lập tổ chức và kỷ niệm 25 năm thành lập Quỹ tín thác học bổng Elizabeth.
Mục tiêu chính của hiệp hội là đảm bảo sự tồn tại liên tục của chứng nhận hoàng gia như một tổ chức uy tín danh tiếng và được tôn trọng. Hiệp hội khuyến khích các thành viên về mọi tuân thủ với chứng nhận hoàng gia của thành viên nắm giữ và hỗ trợ việc thực hiện đúng các quy tắc của Lord Chamberlain. Hiệp hội cũng giúp các thành viên giao tiếp và kết nối với nhau thông qua các chương trình, các sự kiện xã hội, kinh doanh và kết nối. Hiệp hội cũng hỗ trợ các tổ chức từ thiện địa phương thông qua Quỹ từ thiện và những người thợ thủ công thông qua Quỹ QEST. Mỗi năm một lần, Hiệp hội cũng trao tặng Huân chương Plowden vì sự tiến bộ trong việc bảo tồn nghề thủ công.
Hiệp hội chứng nhận hoàng gia không thuộc về Hoàng thất Anh, nhưng thuộc về các thành viên trong đó. Ngày nay, nó tiếp tục hỗ trợ quản lý Chứng nhận hoàng gia, cũng như tư vấn cho các thành viên về tất cả các vấn đề về Chứng nhận Hoàng gia. Tư cách thành viên dành cho tất cả các công ty nắm giữ Chứng nhận.
Người bổ nhiệm chứng nhận hoàng gia chỉ có thể được trao bởi một người chính thức được chỉ định là một thành viên thuộc Hoàng thất. Quốc vương quyết định ai có thể Giấy chứng nhận Hoàng gia. Họ được gọi là người cấp quyền bao gồm: Charles III, William, Thân vương xứ Wales, Elizabeth II và Philippos, Công tước xứ Edinburgh.